# Zgromadzenie na rzecz Demokracji i Postępu Społecznego
Zgromadzenie na rzecz Demokracji i Postępu Społecznego (fr. Rassemblement pour la démocratie et le progrès social) – kongijska partia polityczna, od 2015 roku będąca częścią rządu Kongijskiej Partii Pracy. 

## Historia
Partia została utworzona w 1990 roku przez Jean-Pierre Thystère-Tchicaya. W wyborach do parlamentarnych w 1992 roku partia wprowadziła 9 deputowanych do Zgromadzenia Narodowego i 5 senatorów. W wyborach prezydenckich w tym samym roku kandydatem partii został Thystère-Tchicaya, który uplasował się na 5. miejscu spośród 15 kandydatów. W przyspieszonych wyborach parlamentarnych w 1993 roku partia utworzyła koalicję z Kongijską Partią Pracy (PCT) pod nazwą Unia na rzecz Odnowy Demokracji, razem wprowadzili 58 deputowanych stając się największą siłą opozycyjną. Thystère-Tchicaya został wybrany liderem opozycji.
Podczas wojny domowej partia wspierała działania Denisa Sassou-Nguesso. W wyborach do Zgromadzenia Narodowego w 2002 roku partia wprowadziła 4 deputowanych i utworzyła ponownie koalicję z PCT. W sierpniu tego samego roku Thystère-Tchicaya został wybrany przewodniczącym Zgromadzenia Narodowego. W wyborach parlamentarnych w 2007 roku w drugiej turze udało się partii wprowadzić 2 deputowanych do Zgromadzenia Narodowego. W 2008 roku zmarł lider partii Jean-Pierre Thystère-Tchicaya, jego miejsce zajął Bernard Mbatchi. W wyborach do Senatu w 2011 roku nie uzyskała żadnych mandatów. W wyborach do Zgromadzenia Narodowego w 2012 roku wprowadziła 5 deputowanych.
W maju 2015 roku liderem partii został syn jej założyciela – Jean-Marc Thystère-Tchicaya. We wrześniu tego samego roku wszedł on w skład rządu jako minister ds. węglowodorów. W wyborach parlamentarnych w 2017 roku partia wprowadziła 3 deputowanych do Zgromadzenia Narodowego i 2 senatorów. W wyborach do Zgromadzenia Narodowego w 2022 roku w pierwszej turze wprowadziła tylko dwóch deputowanych, którymi zostali Jean-Marc Thystère-Tchicaya i Jean Aimé Sounda. W wyborach do Senatu w 2023 roku uzyskała 3 senatorów.

## Program
Partia określa się jako centrum, wyznaje socjalny liberalizm i społeczny konserwatyzm.